# حوزه انتخابیه هفدهم فلوریدا
حوزه انتخابیه هفدهم فلوریدا یک حوزه انتخابیه مجلس نمایندگان آمریکا است که در ایالت فلوریدا قرار دارد.